# Groep Arco
Groep Arco (Frans: Groupe Arco), voorheen Landelijk Verbond van Christelijke Coöperaties (LVCC) was een Belgische coöperatieve holding binnen de schoot van het ACW/beweging.net (nu beweging.net). Groep Arco telde 800.000 particuliere aandeelhouders, de sociale organisaties verbonden met het ACW/beweging.net zijn de referentieaandeelhouders. Het totale kapitaal bedraagt € 1,7 miljard. De organisatie was bedoeld om zowel zuiver economische investeringen te doen als het ondersteunen van projecten in de derde en vierde wereld. In praktijk bleek ARCO zijn geld vooral geïnvesteerd te hebben in één bedrijf, Dexiabank. Door het ineenstorten van die bank ging Arco failliet.
De vele coöperanten verloren op die manier hun inbreng. De zaak-Arco zou een aanzienlijke impact hebben in de aanloop naar de verkiezingen van 2014.

## Structuur
Arco omvatte verschillende vennootschappen. De raden van bestuur van Arcopar, Arcoplus en Arcofin beslisten in 2011 in vereffening te gaan, maar door aanlopende rechtszaken is dit nog niet gebeurd.
Arcosyn was de kleinste vennootschap en had geen particuliere coöperanten. De aandeelhouders waren Arcoplus (52,6%), Arcopar (26,9%) en Capline (20,5%). De vennootschap werd in 2021 vereffend.
Auxipar was het enige Arco-onderdeel dat kon overleven. De vennootschap werd in Belfius ondergebracht en in 2020 tot Capline omgedoopt.

## Faillissement van Arco
Tegen eind 2008 was het grootste deel (90%) van de investeringsfondsen van Arco belegd in de Dexia bank. Ruim 800.000 mensen tekenden in voor gemiddeld 1860 euro. Ouders schreven hun kinderen in, zodat sommige gezinnen tot meer dan 10.000,00 euro geïnvesteerd hadden. Door het faillissement van Dexia ging het spaargeld van Arcopar, en dat van de aangesloten coöperanten, in rook op. De vereffening van Arco zal namelijk niet volstaan om de coöperanten hun geld terug te geven.
Eind 2012 ontstond hierover een golf van protest, die tot de dag van vandaag voortduurt. Vele coöperanten beweren dat ze niet op de hoogte waren dat het om aandelen ging, of dat het om een 'risicovolle' belegging ging.
Door de politieke verwevenheid tussen CD&V, ACW/beweging.net en Arcopar, en de massa aan coöperanten, werd het politiek raadzaam geacht hier een oplossing voor te vinden. De toenmalige regering onder premier Yves Leterme (CD&V) probeerde retroactief een constructie op te zetten om de ARCO-aandelen te beschouwen als spaarboekjes. Zo konden de coöperanten terugbetaald worden via de staatswaarborg. De kostprijs daarvan werd geraamd op 1,5 miljard euro. Hier kwam veel protest op, onder andere van de gewone aandeelhouders van Dexia, die ook hun geld kwijt waren, maar niet op de politieke steun konden rekenen om hun geld terug te krijgen. Zowel de Europese Unie als de auditeur van de Raad van State beschreef dit als onwettig. Ten gronde besliste de Raad dat de waarborg in lopende zaken wel toegekend kon worden, maar dat de vragen met betrekking tot discriminatie tussen directe en indirecte (via Arco) aandeelhouders beantwoord moest worden door het Grondwettelijk Hof. Deze schoof (februari 2015) de hete aardappel door naar het Europese Hof van Justitie welke op 2 juni 2016 een negatief advies uitbracht. De advocaat-generaal oordeelde dat de waarborgregeling die de federale regering had uitgewerkt voor de Arco-coöperanten in strijd is met het Europees recht, met name dat de waarborgregeling illegale staatssteun zou zijn.
Na een nieuwe klacht van Schaarbeek, Sint-Agatha-Berchem en het pensioenfonds Ogeo Fund bij ditmaal de Franstalige kamer van de Raad van State, oordeelde de auditeur dat de waarborgregeling onwettig was.

## Beursgang Belfius
In 2017 besliste de Belgische regering Belfius, de opvolger van Dexia, (gedeeltelijk) te privatiseren, ofwel via een beursgang, ofwel via een verkoop van een deel van de bank aan een strategische investeerder. Er zou een fonds van 600 miljoen euro komen, waarmee de coöperanten deels terugbetaald kunnen worden.